# NASCAR Speedway Division
Die NASCAR Speedway Division war eine nur für kurze Zeit existierende Rennserie der NASCAR.

## Geschichte
Die NASCAR Speedway Division wurde 1952 vom Gründer und Präsidenten der NASCAR, Bill France Sr., ins Leben gerufen. Eingesetzt wurden Monoposto-Rennwagen mit Stockblock-Motoren. Ziel war es die Beliebtheit anderer Monoposto-Veranstaltungen zu mindern und bei Fans dieser Art des Automobilsports Interesse für die NASCAR zu wecken. Das erste NASCAR-Speedway-Division-Rennen fand im Jahre 1952 auf dem Darlington Raceway statt und wurde von Buck Baker gewonnen, der das Rennen am Steuer eines Cadillac bestritt. Im selben Jahr folgten noch sechs weitere Rennen, eines davon auf dem Martinsville Speedway, welches von Tex Keene, der einen Mercury pilotierte, gewonnen wurde. Der Sieger des ersten  NASCAR-Speedway-Division-Rennens aller Zeiten, Buck Baker, war auch der erste Champion in der Geschichte der Rennserie und er sollte auch der Einzige bleiben, denn nach der Saison 1952 wurde die Serie bereits wieder eingestellt.